# Kizliar
Kizliar (en russe : Кизля́р) est une ville du Daghestan (une des républiques de la fédération de Russie), et le chef-lieu administratif du raïon de Kizliar. Sa population s'élevait à 49 412 habitants en 2020.

## Géographie
Kizliar est située dans le delta du fleuve Terek, à la frontière de la Tchétchénie qu'elle borde à l'ouest. Elle se trouve à 59 km au nord-est de Grozny, à 116 km au nord-ouest de Makhatchkala et à 1 474 km au sud-est de Moscou. Au nord-est de la ville se trouve la Baie Kizlyar, une réserve naturelle sur la mer Caspienne.

## Histoire
La première mention de Kizliar remonte à 1609, bien que certains historiens associent le site à la ville de Samandar, capitale de la Khazarie au VIIIe siècle. En 1735, la Russie impériale sous le règne d'Anne Ire fait construire une forteresse à Kizliar, commandée par le général Levachov, posant ainsi les fondations de la frontière fortifiée du Caucase. Aux XVIIIe et XIXe siècles, Kizliar est un poste commercial entre la Russie, le Moyen-Orient et l'Asie centrale. Sa population est d'emblée formée de différentes nationalités du Caucase, d'Asie centrale, Arméniens, Géorgiens, Russes, etc., habitant dans huit quartiers séparés de fossés. La ville a une population civile de 15 000 habitants au début du XIXe siècle et joue un grand rôle économique dans la région méridionale. En 1811, sa population est cinq fois supérieure à celle de Simféropol dans le sud de l'Empire, trois fois supérieure à Taganrog ou Novotcherkassk et légèrement supérieure à Odessa, Poltava ou Kharkov. Petit à petit, Tiflis (30 000 habitants en 1825) prend le pas sur elle. L'activité vinicole devient majeure, l'école de viticulture datant de 1805 ; plus tard, en 1885, on commence à produire du « cognac ».
Kizliar devient le chef-lieu de l'okroug de Kizliar dépendant de l'oblast du Terek, en 1860. D'autres villes dans la seconde moitié du XIXe siècle s'agrandissent dans le Caucase du Nord, et Kizliar perd de son importance économique. Sa population diminue après la Première Guerre mondiale et la guerre civile. Elle fait partie de la nouvelle république socialiste soviétique autonome du Daghestan en 1922 et du kraï d'Ordjonikidzé (aujourd'hui Stavropol) en 1937. En 1944, elle est rattachée à l'oblast de Grozny et revient au Daguestan en 1957.
Le 6 janvier 1996, la ville est prise d'assaut par environ cinq cents séparatistes tchétchènes, au cours de la première guerre de Tchétchénie. Deux à trois mille personnes sont prises en otage, notamment à l'hôpital de la ville. L'opération coûte la vie à 78 soldats russes.
Dans la matinée du 31 mars 2010, deux jours après les attentats du métro de Moscou, un double attentat suicide tue douze personnes.
Le 18 février 2018, un homme tire avec un fusil de chasse à la sortie de l'église orthodoxe Saint-Georges, tuant cinq femmes. L'assaillant a également blessé deux policiers avant d'être abattu par les forces de sécurité. L'attaque a été revendiquée par le groupe État islamique.

## Population

### Démographie
Recensements (*) ou estimations de la population
| 1804   | 1825  | 1856   | 1897* | 1931   | 1939*  | 1959*  |
| ------ | ----- | ------ | ----- | ------ | ------ | ------ |
| 11 065 | 9 106 | 10 100 | 7 282 | 14 800 | 24 025 | 25 573 |

| 1970*  | 1979*  | 1989*  | 2002*  | 2010*  | 2012   | 2013   |
| ------ | ------ | ------ | ------ | ------ | ------ | ------ |
| 29 745 | 31 320 | 39 748 | 48 457 | 48 984 | 48 579 | 48 037 |

| 2014   | 2015   | 2016   | 2017   | 2018   | 2019   | 2020   |
| ------ | ------ | ------ | ------ | ------ | ------ | ------ |
| 48 078 | 48 102 | 48 237 | 48 396 | 48 907 | 49 247 | 49 412 |

### Nationalités
Au recensement de 2002, la population de Kizliar se composait de  :
- 48,6 % de Russes
- 15,4 % d'Avars
- 11,7 % de Darguines
- 5,0 % de Koumyks
- 4;0 % de Lezguiens
- 3,2 % de Laks
- 3,0 % de Tabassarans
- 1,8 % d'Azerbaïdjanais
- 1,4 % de Nogaïs
- 1,3 % de Routouls
- 1,1 % de Tchétchènes

## Économie
Au début du XIXe siècle, Kizliar devient un centre de viticulture et de vinification. L'entreprise Kizlyar Brandy Fabrique (Кизлярский Коньячный Завод) produit différentes boissons alcoolisées, mais se spécialise dans une variante régionale d'eau-de-vie, commercialisées en Russie sous le nom de « cognac ».

## Personnalité
- Pierre de Bagration (1765–1812), général russe, est né à Kizliar.
- Irina Volkonski, née à Kizliar en 1974.
- Ali Bagaoutinov née à Kizliar en 1985.
- Romanos Melikian (1883–1935), compositeur.